# Reyes (Vorname)
Reyes ist ein zumeist männlicher Vorname. Es gibt ihn häufiger als Familiennamen (siehe Reyes (Familienname)).

## Herkunft und Bedeutung
Der Vorname bedeutet auf Spanisch Könige. Er ist dem Titel der Jungfrau Maria La Virgen de los Reyes („Die Jungfrau der Könige“) entnommen. Der Legende nach erschien die Jungfrau Maria König Ferdinand III. von Kastilien und sagte ihm, seine Armeen würden die der Mauren in Sevilla besiegen.
Eine Variante des Namens ist Reina.

## Bekannte Namensträger
- Reyes Abades (1949–2018), spanischer Spezialeffektkünstler
- Reyes Estévez (* 1976), spanischer Mittelstreckenläufer